# Temurbek Giyazov
Temurbek Giyazov (15 de marzo de 1996) es un deportista uzbeko que compite en atletismo adaptado. Ganó una medalla de bronce en los Juegos Paralímpicos de París 2024, en la prueba de salto de altura (clase T64).

## Palmarés internacional
| Juegos Paralímpicos | Juegos Paralímpicos | Juegos Paralímpicos | Juegos Paralímpicos |
| Año                 | Lugar               | Medalla             | Prueba              |
| ------------------- | ------------------- | ------------------- | ------------------- |
| 2024                | París (Francia)     | Medalla de bronce   | Salto de altura T64 |